# Andorra en los Juegos Olímpicos de Sochi 2014
Andorra estuvo representada en los Juegos Olímpicos de Sochi 2014 por un total de 6 deportistas que compitieron en 3 deportes. Responsable del equipo olímpico fue el Comité Olímpico Andorrano, así como las federaciones deportivas nacionales de cada deporte con participación.
La portadora de la bandera en la ceremonia de apertura fue la esquiadora Mireia Gutiérrez y en la ceremonia de clausura la biatleta Laure Soulie. El equipo olímpico andorrano no obtuvo ninguna medalla en estos Juegos.